# Istres
Istres (okcitansko/provansalsko? Istre) je mesto in občina v jugovzhodni francoski regiji Provansa-Alpe-Azurna obala, podprefektura departmaja Bouches-du-Rhône. Leta 2006 je mesto imelo 42.090 prebivalcev.

## Geografija
Kraj leži v pokrajini Provansi ob laguni Étang de Berre (največji v Evropi), 60 km zahodno od Marseilla in 45 km vzhodno od Arlesa. Na ozemlju občine se nahaja francoska vojaška zračna baza Istres-Le Tubé.

## Uprava
Istres je sedež dveh kantonov:
- Kanton Istres-Jug (del občine Istres, občini Fos-sur-Mer, Saint-Mitre-les-Remparts: 48.625 prebivalcev),
- Kanton Istres-Sever (del občine Istres, občina Miramas: 32.274 prebivalcev).

Mesto je tudi sedež okrožja, v katerem se poleg njegovih dveh nahajajo še kantoni Berre-l'Étang, Châteauneuf-Côte-Bleue, Marignane, Martigues-Vzhod/Zahod in Vitrolles z 292.703 prebivalci.

## Pobratena mesta
- Radolfzell (Baden-Württemberg, Nemčija);